# 阿具根登
阿具根 登（あぐね のぼる、1912年3月13日 - 2004年1月16日）は、日本の政治家。参議院議員（5期、日本社会党）。参議院副議長。位階は正三位。

## 来歴
福岡県大牟田市出身。海軍横須賀通信学校卒。三井三池炭鉱に就職し、戦後大牟田市議を経て1949年に三井三池労組の初代組合長に就任。1953年、参院選に全国区から社会党公認で立候補し当選する。党参議院国対委員長を歴任し、三井三池争議では社会党の一員として調停役に回った。1965年の参院選で落選、1967年には熊本県知事選にも立候補するが落選し、翌1968年の参院選で国政に返り咲いた。
1978年、飛鳥田一雄委員長の下で下平正一、北山愛郎らと共に党中央執行副委員長に就き、1980年の衆参同日選後は党参議院議員会長に就任。1983年7月の参院選で惨敗した後の臨時国会では参議院副議長に選出された。1986年、参院選には不出馬を表明し、政界から退いた。通算5期。
同年11月の秋の叙勲で勲七等から勲一等に叙され、旭日大綬章を受章する。
2004年1月16日、肺炎のため、東京都内の病院で死去した。91歳没。死没日付をもって正三位に叙された。

## 人物
太平洋戦争の終戦時に抗戦を訴えて起こった厚木航空隊事件の首謀者小園安名の名誉回復を訴えていた。
新東京国際空港（現・成田国際空港）の一坪共有地の名義人の1人であった。

## 選挙歴
| 当落                        | 選挙                     | 施行日        | 選挙区 | 政党       | 得票数  | 得票率 | 得票順位 /候補者数 | 比例区 | 比例順位 /候補者数 |
| --------------------------- | ------------------------ | ------------- | ------ | ---------- | ------- | ------ | ------------------ | ------ | ------------------ |
| 当                          | 第3回参議院議員通常選挙  | 1953年4月24日 | 全国区 | 左派社会党 | 207,837 |        | 36/234             | -      | -                  |
| 当                          | 第5回参議院議員通常選挙  | 1959年6月2日  | 全国区 | 日本社会党 | 348,622 |        | 37/123             | -      | -                  |
| 落                          | 第7回参議院議員通常選挙  | 1965年7月4日  | 全国区 | 日本社会党 | 418,500 |        | 54/99              | -      | -                  |
| 当                          | 第8回参議院議員通常選挙  | 1968年7月7日  | 全国区 | 日本社会党 | 505,332 |        | 48/93              | -      | -                  |
| 当                          | 第10回参議院議員通常選挙 | 1974年7月7日  | 全国区 | 日本社会党 | 682,448 |        | 26/112             | -      | -                  |
| 当                          | 第12回参議院議員通常選挙 | 1980年6月22日 | 全国区 | 日本社会党 | 737,663 |        | 38/93              | -      | -                  |
| 当選回数5回 （参議院議員5） |                          |               |        |            |         |        |                    |        |                    |